# Сыгула, Клаудия
Клаудия Сыгула (род. 30 декабря 1998 год, Лодзь, Польша) — польский боец смешанных единоборств. На данный момент выступает в UFC в женском легчайшем весе.

## Титулы и достижения

### Любительская лига ММА
- Чемпион Польши по смешанным единоборствам (OFS) до 66 кг – 3 место (2015)[2]
- Чемпион Польши по ММА 2016 в категории юниоров +57 кг – 1 место (2016)[3]
- Женский турнир по MMA (OFS) – 2 место[4]
- Чемпион Польши по ММА 2017 в весовой категории до 66 кг – 2 место (2017)[5]
- Чемпион Европы по ММА в категории до 66 кг - 2 место (2018)[6]

### Бразильское джиу-джитсу
- Турнир BJJ No Gi в категории до 66 кг – 1 место (2017)

## Статистика в профессиональном ММА
| Боёв 9   | Побед 7 | Поражений 2 |
| -------- | ------- | ----------- |
| Нокаутом | 2       | 1           |
| Сдачей   | 1       | 1           |
| Решением | 4       | 0           |

| Результат | Рекорд | Соперник             | Способ                  | Турнир                                      | Дата             | Раунд | Время | Место                    | Примечание                       |
| --------- | ------ | -------------------- | ----------------------- | ------------------------------------------- | ---------------- | ----- | ----- | ------------------------ | -------------------------------- |
| Победа    | 7-2    | Ирина Алексеева      | Единогласное решение    | UFC on ABC: Хилл vs. Раунтри                | 21 июня 2025     | 3     | 5:00  | Баку, Азербайджан        |                                  |
| Поражение | 6-2    | Меллиса Диксон       | TKO (удары)             | UFC Fight Night: Магни vs. Пратес           | 9 ноября 2024    | 3     | 5:00  | Лас-Вегас, Невада, США   | Дебют в UFC                      |
| Победа    | 6-1    | Юлия Куценко         | TKO (удары)             | MMA GP: Kouadja vs. Maalem                  | 16 сентября 2023 | 2     | N/A   | Швейцария                |                                  |
| Победа    | 5-1    | Ана Лобжанидзе       | TKO (удары)             | FEN 43: Energa Fight Night Szczecin         | 16 декабря 2022  | 1     | 1:48  | Щецин, Польша            |                                  |
| Победа    | 4-1    | Брена Соарес Кардосо | Единогласное решение    | Armia Fight Night 14                        | 29 июля 2022     | 3     | 5:00  | Колобжег, Польша         | Вернулась в легчайший вес        |
| Победа    | 3-1    | Зоя Литвиненко       | Единогласное решение    | Armia Fight Night 11: Bitwa o Niepodległość | 5 ноября 2021    | 3     | 5:00  | Лодзь, Польша            | Бой в промежуточном весе (64 кг) |
| Победа    | 2-1    | Дарья Регил          | Единогласное решение    | Armia Fight Night 10                        | 16 июля 2021     | 3     | 5:00  | Живец, Польша            | Дебют в легчайшем весе           |
| Победа    | 1-1    | Сильвия Максим       | Сдача (Армбар)          | Armia Fight Night Special Edition           | 8 мая 2021       | 1     | 4:43  | Лодзь, Польша            |                                  |
| Поражение | 1-1    | Каролина Собек       | Сдача (удержание шарфа) | Armia Fight Night 9                         | 22 января 2021   | 3     | 1:13  | Миньск-Мазовецки, Польша | Дебют в полулёгком весе          |